# WINWIN
Winwin, Eigenschreibweise WINWIN, (Glücks- und Unterhaltungsspiel Betriebsges.m.b.H.) bietet an 20 Standorten das größte VLT-Glücksspielangebot in Österreich an und ist eine Marke der Österreichischen Lotterien.

## Spielangebot
Mit einer Auswahl an über 80 Spielen auf Video Lottery Terminals (VLT) ist Winwin der größte VLT-Glücksspielanbieter Österreichs.
Zu den beliebtesten Spielen gehören Lucky Lady’s Charm Deluxe, Book of Ra, Clover Clash Queen Cleopatra und Eye of Horus.
Video Lottery Terminals ähneln optisch den klassischen Spielautomaten des Casinos, unterscheiden sich von diesen jedoch in der Spielmechanik. Während jeder klassische Spielautomat eigenständig per Zufallsgenerator über Gewinn und Verlust entscheidet, wird diese Entscheidung bei einem VLT (Video Lottery Terminal) vom Zufallsgenerator eines zentralen Rechners getroffen. Der zentrale Rechner übermittelt dann die Ergebnisse per Telekommunikation an die einzelnen Terminals. Die Gewinnchancen und die Höhen der Gewinne sind festgelegt und vom Bundesministerium für Finanzen freigegeben.
An jedem Standort gibt es Video Lottery Terminals mit bis zu 35 verschiedenen Spielen je Terminal. Die Spiele dieser Terminals sind Elektronische Lotterien, die gemäß § 12a des Glücksspielgesetzes Ausspielungen sind, bei denen der Spielvertrag über elektronische Medien abgeschlossen wird. Die Entscheidung über Gewinn und Verlust wird zentral herbeigeführt. Der Spielteilnehmer erfährt unmittelbar nach der Spielteilnahme das Ergebnis dieser Entscheidung.

## Einsatz und Gewinne
Der mögliche Einsatz an den Terminals liegt zwischen 10 Cent und 10 Euro. Einsätze werden über Tickets bzw. mit Banknoten, jedoch ohne Münzen, getätigt. Im Gewinnfall druckt der Terminal ein Ticket aus, das mittels eines Auszahlungsterminals (AZT) ausbezahlt wird. Der mögliche Höchstgewinn beträgt 10.000 Euro.

## Einführung der Spielerkarte
Mit Jänner 2015 wurde die Registrierung und Einführung einer Spielerkarte für alle Winwin-Standorte gesetzlich vorgeschrieben. Das Betreten des Spielbereichs und das Spielen am VLT ist nur mehr mit einer aktiven Winwin-Card möglich.
Während des Spieles wird der Gast nach 60 und 90 Minuten auf die Dauer seines Spieles hingewiesen und gefragt, ob er weiterspielen möchte. Nach 120 Minuten erfolgt eine 5-minütige Abkühlungsphase (Cool-Down-Phase), nach der man sich erneut für das Spiel am Gerät freischalten lassen kann.

## Standorte
Es gibt 20 Winwin-Standorte in fünf verschiedenen Bundesländern.